# Jaclyn Smith

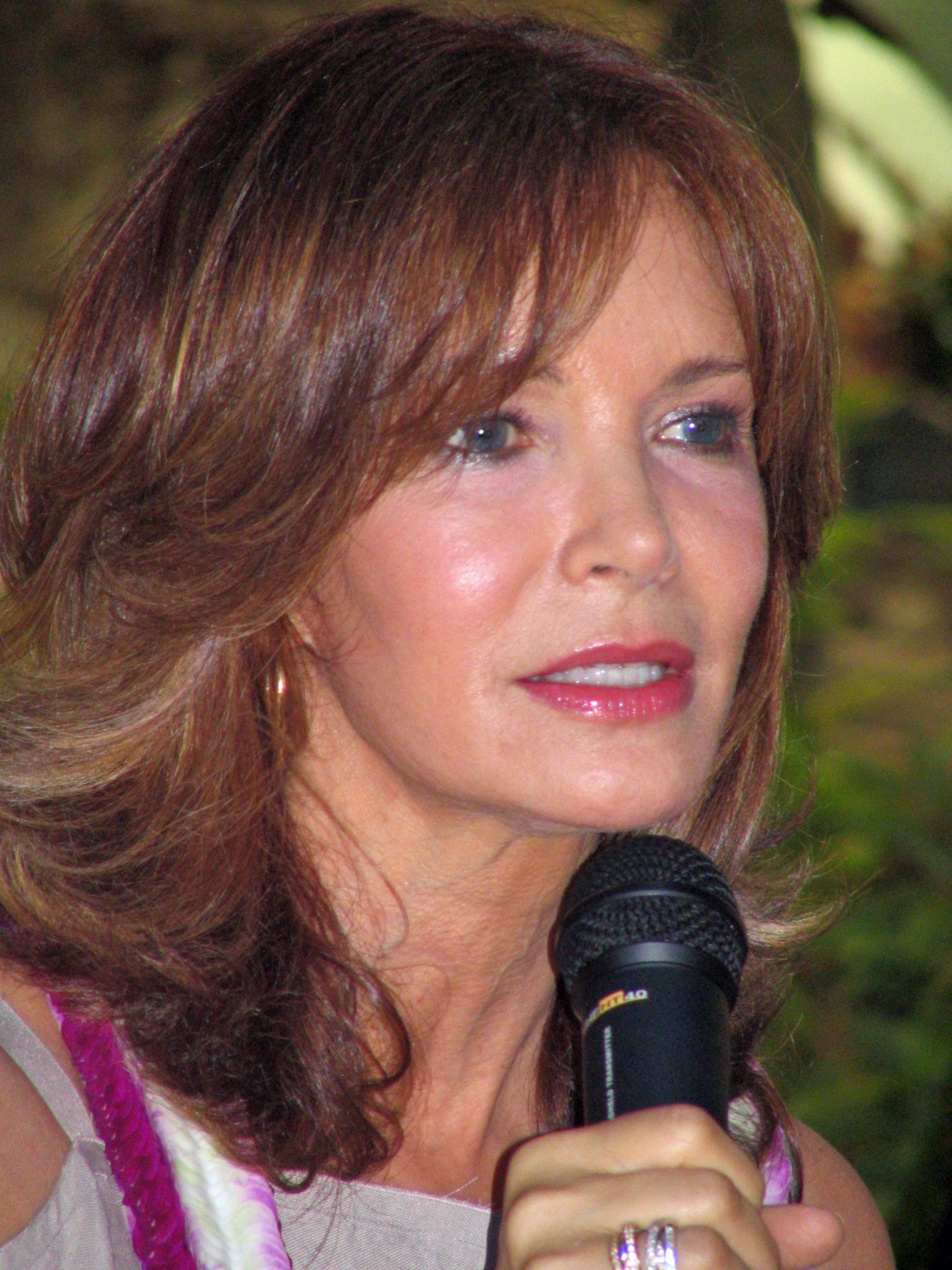
Jaclyn Smith (2006)

Jacquelyn Ellen „Jaclyn“ Smith (* 26. Oktober 1945 in Houston, Texas) ist eine amerikanische Schauspielerin. Internationale Bekanntheit erlangte sie durch ihre Rolle als Privatdetektivin Kelly Garrett in der Krimiserie Drei Engel für Charlie (1976–1981). Zahlreiche erfolgreiche Rollen insbesondere im Fernsehen schlossen sich an, sodass die New York Times sie als „Königin der Mini-Serien“ bzw. die Nachrichtenagentur UPI als „Königin des Fernsehdramas“ bezeichneten.

## Leben und Wirken
Jaclyn Smith ist die einzige Tochter des Zahnarztes Jack Smith und seiner Frau Margaret Ellen, geborene Hartsfield. Smith machte 1964 ihren Schulabschluss an der Mirabeau B. Lamar Senior High School in Houston und studierte anschließend Schauspiel an der Trinity University in San Antonio. Später zog sie nach New York City, wo sie in Fernsehwerbungen auftrat und für Print-Anzeigen modelte.
Smith debütierte Anfang der 1970er Jahre in kleinen Nebenrollen. Bekannt wurde sie, als sie in den Jahren 1976 bis 1981 in der Fernsehserie Drei Engel für Charlie eine der Hauptrollen als Kelly Garrett verkörperte. Smith war die einzige Hauptdarstellerin, die von dem Start bis zur Einstellung der Serie durchgängig in einer der Hauptrollen zu sehen war.
Zudem erhielt Smith zahlreiche Hauptrollen in Fernsehfilmen wie Escape from Bogen County (1977) und The Users (1978). Im Thriller Nightkill (1980) spielte sie neben Robert Mitchum erstmals die Hauptrolle in einem Kinofilm, der allerdings nur kurzzeitig in wenigen Lichtspielhäusern gezeigt wurde. Für die Hauptrolle im Fernsehfilm Jacqueline Bouvier Kennedy (1981) wurde sie das einzige Mal für den Golden Globe Award nominiert. 1985 spielte sie die Florence Nightingale in einer weiteren Filmbiografie. Im Actionthriller Agent ohne Namen (1988) hatte sie eine der Hauptrollen neben Richard Chamberlain, im Thriller Alptraum ohne Erwachen (1992) neben Christopher Reeve. In den Actionfilmen 3 Engel für Charlie – Volle Power (2003) und 3 Engel für Charlie (2019) sah man sie jeweils in einem Cameo-Auftritt. Ihre vielen Rollen im Fernsehen brachten oftmals hohe Einschaltquoten für die jeweiligen Fernsehsender ein. Das Archive of American Television bezeichnete Smith als „Königin der Miniserien“.
Smith war auf zahllosen Magazincovern zu sehen. Im Februar 1982 erschien sie hochschwanger auf dem Cover des Nachrichtenmagazins Time mit dem Titelthema des „neuen Babybooms in den USA“. Seit dem Jahr 1985 entwirft Smith Bekleidung für Kmart. Vier Jahre später erhielt sie einen Stern auf dem Hollywood Walk of Fame in der Kategorie Fernsehen.
Smith heiratete viermal, zuletzt im Jahr 1997 den Arzt Bradley Allen. Aus der Ehe von 1981 bis 1989 mit dem britischen Kameramann Anthony B. Richmond stammen zwei Kinder.

## Filmografie (Auswahl)
- 1969: Zum Teufel mit der Unschuld (Goodbye, Columbus)
- 1970: Playboys und Abenteurer (The Adventurers)
- 1970: Die Partridge Familie (The Partrige Family, Fernsehserie, Staffel 1, Episode 5)
- 1972: Probe (Fernsehfilm)
- 1972: Oh, Nurse! (Fernsehfilm)
- 1973–1975: Ein Sheriff in New York (McCloud, Fernsehserie, 2 Episoden)
- 1974: Die Schmuggler von Arkansas (Bootleggers)
- 1974: Fools, Females and Fun (Fernsehfilm)
- 1975: Die Zwei mit dem Dreh (Switch, Fernsehserie, 3 Episoden)
- 1975: Neu im Einsatz (The Rookies, Fernsehserie, Staffel 4, Episode 15)
- 1976–1981: Drei Engel für Charlie (Charlie’s Angels)
- 1977: Escape from Bogen County
- 1978: The Users
- 1980: Nightkill
- 1981: Jacqueline Bouvier Kennedy
- 1983: Rage of Angels
- 1984: Rettet den Weihnachtsmann (The Night They Saved Christmas)
- 1985: Florence Nightingale
- 1986: Rage of Angels: The Story Continues
- 1988: Im Schatten der Götter (Windmills of the Gods)
- 1988: Agent ohne Namen (The Bourne Identity)
- 1992: Alptraum ohne Erwachen (Nightmare in the Daylight)
- 1992: Ein Geist zum Küssen (Love Can Be Murder)
- 1994: Opfer seiner Wut (Cries Unheard: The Donna Yaklich Story)
- 1999: Angst über den Wolken (Free Fall)
- 1999: Drei Geheimnisse (Three Secrets)
- 2000: Irrfahrten des Herzens (Navigating the Heart)
- 2003: 3 Engel für Charlie – Volle Power (Charlie’s Angels: Full Throttle)
- 2005: Ordinary Miracles (Fernsehfilm)
- 2010: Law & Order: Special Victims Unit (Fernsehserie, Staffel 11, Episode 18)
- 2012: CSI: Vegas (Fernsehserie, 2 Episoden)
- 2015: Bridal Wave (Fernsehfilm)
- 2019: 3 Engel für Charlie (Charlie’s Angels)
- 2025: Doctor Odyssey (Fernsehserie, Staffel 1, Episode 12)